# نوئل ویلمن
نوئل ویلمن (انگلیسی: Noel Willman؛ ۴ اوت ۱۹۱۸ – ۱۴ دسامبر ۱۹۸۸) یک هنرپیشه اهل ایرلند شمالی بود. وی بین سال‌های ۱۹۵۳ تا ۱۹۷۶ میلادی فعالیت می‌کرد.
از فیلم‌ها یا برنامه‌های تلویزیونی که وی در آن نقش داشته است می‌توان به مردی که زیاد می‌دانست، پرونده اودسا، باو برومل، آندروکلس اشاره کرد.